# Simone Tiribocchi
Simone Tiribocchi (ur. 31 stycznia 1978 w Rzymie) – włoski piłkarz grający na pozycji napastnika.
W Serie A rozegrał 148 spotkań i zdobył 39 bramek.